# Kamalāpuram
Kamalāpuram är en ort i Indien.   Den ligger i distriktet Bellary och delstaten Karnataka, i den södra delen av landet, 1 500 km söder om huvudstaden New Delhi. Kamalāpuram ligger 461 meter över havet och antalet invånare är 22 587.
Terrängen runt Kamalāpuram är huvudsakligen platt, men åt sydväst är den kuperad. Runt Kamalāpuram är det tätbefolkat, med 476 invånare per kvadratkilometer. Närmaste större samhälle är Hospet, 10,3 km väster om Kamalāpuram. Trakten runt Kamalāpuram består till största delen av jordbruksmark.